# Roman Nikolajewitsch Filipow

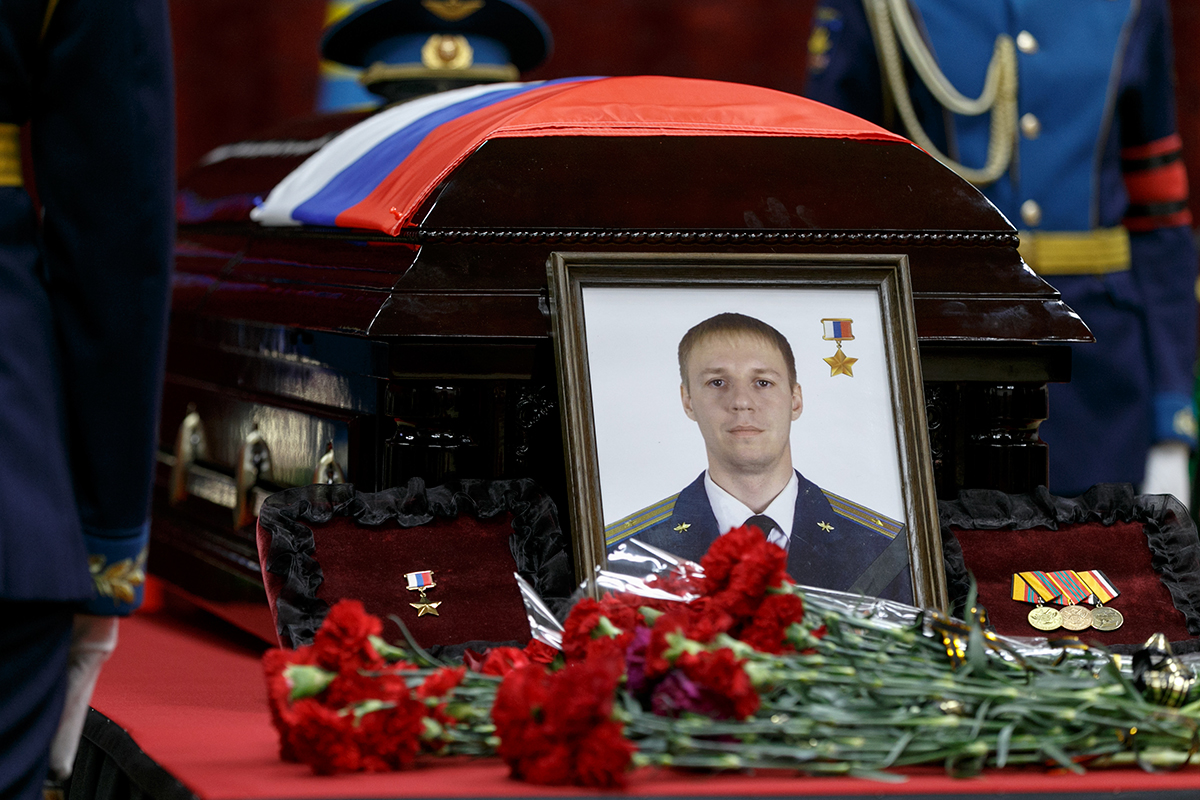
Roman Filipow

Roman Nikolajewitsch Filipow (russisch Роман Николаевич Филипов; * 13. August 1984 in Woronesch; † 3. Februar 2018 in Sarakeb, Syrien) war ein russischer Militärpilot.
Er wurde mit seinem Erdkampfflugzeug Suchoi Su-25 über Syrien abgeschossen. Nach seiner Landung mit dem Schleudersitz hatte er weiterhin Funkkontakt zur russischen Luftbasis. Als sich Kämpfer der Haiʾat Tahrir asch-Scham Miliz, einem al-Qaida-Ableger, nach seiner Landung näherten, verteidigte er sich mit seiner Handwaffe Stetschkin APS und meldete die Tötung zweier Gegner. Im fortdauernden Kampf wurde er schwer verwundet. Um einer Gefangennahme zu entgehen, wartete er, bis sich die Angreifer ihm näherten und sprengte sich mit einer mitgeführten Handgranate in die Luft.
Gardemajor Filipow wurde postum als Held der Russischen Föderation ausgezeichnet.
Zu seiner Trauerfeier im südwestrussischen Woronesch kamen etwa 30.000 Gäste.